# Бычок-губан
Бычок-губан (лат. Ponticola platyrostris) — вид лучепёрых рыб семейства бычковых.

## Описание
Наибольшая длина тела 22,5 см. Тело удлиненное, довольно высокое, едва сжатое с боков. Спина перед первым спинным плавником выпуклая. Голова относительно короткая, заметно уплощена сверху вниз в передней трети, её высота меньше ширины. Верхняя губа расширена, конечно очень сдутая сзади. Нижняя челюсть заканчивается на уровне переднего края глаза. Брюшной диск не достигает анального отверстия. В фоне окраски преобладает серовато-буроватый цвет; бока покрытые многочисленными мелкими светлыми пятнышками, которые образуют сетчатый рисунок; брюхо светло-серое. Первый спинной плавник с несколькими темными полосками. Все остальные плавники с полосами, образованными серыми или коричневатыми точками.

## Ареал
Чёрное море.
У Крыма встречается у юго-восточных берегов полуострова от Ялты и Карадага до Керченского пролива включительно, отмечен и у мыса Тарханкут (с. Оленевка).

## Биология
Биология изучена плохо. Морская донная жилая рыба прибрежных мелководий. Предпочитает открытые участки моря, где держится мест с твердыми грунтами, в частности среди гальки, камней, скал, не избегает и зарослей цистозиры. Обычен у берегов на глубине 0,5-2 м. Половой зрелости достигает в возрасте двух лет при длине 8 см и массе тела 5 г Размножение в апреле-мае. Плодовитость самок длиной 8-14,2 см и массой тела 5-60 г составляа 225—915 икринки. Нерест проходит на глубине 0,3-1 м среди камней с разреженной подводной растительностью, где самец обустраивает и охраняет гнездо. Питается червями, бокоплавами, крабами, молодью моллюсков и мелкой рыбой.